# دیدیه کریستف
دیدیه کریستف (فرانسوی: Didier Christophe‎؛ زادهٔ ۸ دسامبر ۱۹۵۶) بازیکن سابق فوتبال اهل فرانسه است.
از باشگاه‌هایی که در آن بازی کرده‌است می‌توان به باشگاه فوتبال موناکو، باشگاه فوتبال استاد رنس، باشگاه فوتبال رن، باشگاه فوتبال لیل، و باشگاه فوتبال تولوز اشاره کرد.
وی همچنین در تیم ملی فوتبال فرانسه بازی کرده‌است.